# Ernst Varchmin
Ernst Varchmin, född 31 maj 1907 i Alt Belz, död 3 oktober 1977 i Hamburg, var en tysk SS-Hauptscharführer och dömd krigsförbrytare. Efter att ha varit verksam vid Gestapo i Frankfurt an der Oder och Warszawa kommenderades han 1941 till distriktet Galizien i Generalguvernementet och utsågs till chef för gränspolisen i Tataróv nära gränsen till Ungern.
Den 16 oktober 1941 påbörjade Varchmins polisenhet samt ett kompani ur Reserve-Polizei-Bataillon 133 och en enhet ur den ukrainska hjälppolisen massmordet på judarna i orterna Deljatyn och Jaremtsje. I Deljatyn arkebuserades 1 950 judar. Varchmins polisenhet förövade ytterligare massakrer under de påföljande månaderna för att rensa gränsområdet på judar.
Den 6 maj 1968 dömdes Varchmin av Landgericht Münster till livstids fängelse för krigsförbrytelser begångna i östra Galizien.